# 바실리 4세
바실리 4세(러시아어: Василий IV Иванович Шуйский 바실리 이바노비치 슈이스키[*], 1552년 9월 22일 ~ 1612년 9월 12일)는 동란 시대의 러시아 차르국 차르(재위: 1606년 5월 19일 ~ 1610년 7월 19일)이다.

## 생애
류리크 왕조의 분파인 슈이스키(Shuisky) 가 출신인 이반 안드레예비치 슈이스키(Ivan Andreyevich Shuisky)의 아들로 태어났다.
1606년 5월 19일 귀족들과 함께 반란을 일으키면서 가짜 드미트리 1세를 제거하고 러시아 차르국의 차르로 즉위했다. 1608년 5월 1일에는 볼호프강에서 가짜 드미트리 2세가 이끄는 군대를 격퇴했고 1609년 2월에는 스웨덴과 동맹 관계를 수립하면서 러시아가 지배하고 있던 영토 가운데 일부를 스웨덴에 양도했다.
1609년 9월에는 폴란드의 지그문트 3세 바사 국왕이 러시아를 침공하면서 스몰렌스크를 포위했다. 이를 계기로 모스크바에서는 바실리 4세에 대한 반감이 높아졌고 1610년 7월 17일 바실리 4세는 모스크바에서 영향력을 행사하던 귀족들에 의해 폐위당하고 만다.
1611년 8월 자신의 형제들과 함께 폴란드 군대의 포로로 잡히면서 폴란드의 국왕에게 충성을 맹세했고 바르샤바 인근의 고스티닌(Gostynin) 성에 수감되었다. 1612년 9월 12일 고스티닌 성에서 사망했으며 1635년 러시아 차르국의 차르였던 미하일 1세의 요청에 따라 바실리 4세의 시신이 모스크바로 귀환했다. 그의 시신은 모스크바 크렘린의 성 대천사 대성당에 안치되었다.
| 전임 가짜 드미트리 1세 | 루스 차르국의 차르 1606년 5월 19일 ~ 1610년 7월 19일 | 후임 브와디스와프 4세 바사 |